# Tmarus fasciolatus
Tmarus fasciolatus là một loài nhện trong họ Thomisidae.
Loài này thuộc chi Tmarus. Tmarus fasciolatus được Eugène Simon miêu tả năm 1906.